# Luis Abram
Pour les articles homonymes, voir Abram.
Luis Alfonso Abram Ugarelli, abrégé Luis Abram, né le 27 février 1996 à Lima au Pérou, est un footballeur international péruvien. Il joue au poste de défenseur central au Sporting Cristal.

## Biographie

### Carrière en club
Champion du Pérou avec le Sporting Cristal en 2014 et 2016, Luis Abram s'engage avec le Vélez Sarsfield en Argentine en 2018.
Le 4 août 2021, il rejoint le Grenade CF en Espagne, avant d'être cédé sous forme de prêt au club mexicain de Cruz Azul en 2022. Il remporte avec ce dernier club la Supercoupe de la Liga MX. Le 2 février 2023, il est transféré du Grenade CF à Atlanta United en Major League Soccer où il signe un contrat de quatre ans,.
Au cours de sa carrière, Abram dispute quatre éditions de la Copa Libertadores (trois avec le Sporting Cristal et une avec le Vélez Sarsfield) pour un total de 12 matchs joués (aucun but). Par ailleurs, il prend part à neuf rencontres de Copa Sudamericana (un but marqué) avec le Vélez Sarsfield et six rencontres de Coupe des champions de la CONCACAF avec le Cruz Azul (pas de but),.

### Carrière en sélection
International péruvien, Luis Abram honore sa première sélection le 23 mai 2016 lors d'un match amical contre Trinité-et-Tobago. Il participe la même année à la Copa América Centenario aux États-Unis. Trois ans plus tard, il atteint avec son pays la finale de la Copa América 2019 perdue 3-1 face à l'hôte brésilien.
Le 10 septembre 2019, il marque le but de la victoire 1-0 sur le Brésil, en match amical. Il dispute la Copa América 2021 organisée une nouvelle fois au Brésil.

## Statistiques
| Saison                | Club                  | Championnat            | Championnat | Championnat | Coupe(s) nationale(s) | Coupe(s) nationale(s) | Compétition(s) continentale(s) | Compétition(s) continentale(s) | Compétition(s) continentale(s) | Total | Total |
| Saison                | Club                  | Division               | M.          | B.          | M.                    | B.                    | Comp.                          | M.                             | B.                             | M.    | B.    |
| 2014                  | Sporting Cristal      | Torneo Descentralizado | 21          | 1           | 1                     | 1                     | CL                             | 0                              | 0                              | 22    | 2     |
| 2015                  | Sporting Cristal      | Torneo Descentralizado | 10          | 1           | 6                     | 1                     | CL                             | 1                              | 0                              | 17    | 2     |
| 2016                  | Sporting Cristal      | Torneo Descentralizado | 34          | 1           | 0                     | 0                     | CL                             | 1                              | 0                              | 35    | 1     |
| 2017                  | Sporting Cristal      | Torneo Descentralizado | 39          | 0           | 0                     | 0                     | CL                             | 5                              | 0                              | 44    | 0     |
| Sous-total            | Sous-total            | Sous-total             | 104         | 3           | 7                     | 2                     | -                              | 7                              | 0                              | 118   | 5     |
| 2017-2018             | Vélez Sarsfield       | Primera División       | 12          | 0           | 0                     | 0                     | -                              | -                              | -                              | 12    | 0     |
| 2018-2019             | Vélez Sarsfield       | Primera División       | 21          | 2           | 5                     | 0                     | -                              | -                              | -                              | 26    | 2     |
| 2019-2020             | Vélez Sarsfield       | Primera División       | 19          | 0           | 1                     | 0                     | CS                             | 2                              | 0                              | 22    | 0     |
| 2020-2021             | Vélez Sarsfield       | Pas de championnat     | -           | -           | 19                    | 1                     | CS+CL                          | 7+5                            | 1+0                            | 31    | 2     |
| Sous-total            | Sous-total            | Sous-total             | 52          | 2           | 25                    | 1                     | -                              | 14                             | 1                              | 91    | 4     |
| 2021-2022             | Grenade CF            | LaLiga                 | 8           | 0           | 2                     | 0                     | -                              | -                              | -                              | 10    | 0     |
| 2021-2022             | Cruz Azul (prêt)      | Liga MX                | 16          | 2           | 0                     | 0                     | LCC                            | 6                              | 0                              | 22    | 2     |
| 2022-2023             | Cruz Azul (prêt)      | Liga MX                | 15          | 0           | 1                     | 0                     | -                              | -                              | -                              | 16    | 0     |
| Sous-total            | Sous-total            | Sous-total             | 39          | 2           | 3                     | 0                     | -                              | 6                              | 0                              | 48    | 2     |
| 2023                  | Atlanta United        | MLS                    | 21          | 0           | 1                     | 0                     | LCup                           | 2                              | 0                              | 24    | 0     |
| Total sur la carrière | Total sur la carrière | Total sur la carrière  | 216         | 7           | 36                    | 3                     | -                              | 29                             | 1                              | 281   | 11    |

### En sélection nationale
| Saison                | Sélection             | Phases finales          | Phases finales | Phases finales | Phases finales | Éliminatoires CDM | Éliminatoires CDM | Éliminatoires CDM | Matchs amicaux | Matchs amicaux | Matchs amicaux | Total | Total | Total |
| Saison                | Sélection             | Compétition             | M              | B              | Pd             | M                 | B                 | Pd                | M              | B              | Pd             | M     | B     | Pd    |
| --------------------- | --------------------- | ----------------------- | -------------- | -------------- | -------------- | ----------------- | ----------------- | ----------------- | -------------- | -------------- | -------------- | ----- | ----- | ----- |
| 2015-2016             | Pérou                 | Copa América Centenario | 0              | 0              | 0              | -                 | -                 | -                 | 2              | 0              | 0              | 2     | 0     | 0     |
| 2016-2017             | Pérou                 | -                       | -              | -              | -              | 2                 | 0                 | 0                 | -              | -              | -              | 2     | 0     | 0     |
| 2017-2018             | Pérou                 | -                       | -              | -              | -              | 0                 | 0                 | 0                 | 0              | 0              | 0              | 0     | 0     | 0     |
| 2018-2019             | Pérou                 | Copa América 2019       | 6              | 0              | 0              | -                 | -                 | -                 | 5              | 0              | 0              | 11    | 0     | 0     |
| 2019-2020             | Pérou                 | -                       | -              | -              | -              | -                 | -                 | -                 | 5              | 1              | 0              | 5     | 1     | 0     |
| 2020-2021             | Pérou                 | Copa América 2021 4e    | 2              | 0              | 0              | 6                 | 0                 | 0                 | -              | -              | -              | 8     | 0     | 0     |
| 2021-2022             | Pérou                 |                         | -              | -              | -              | 3                 | 0                 | 0                 | 0              | 0              | 0              | 3     | 0     | 0     |
| 2022-2023             | Pérou                 |                         | -              | -              | -              | -                 | -                 | -                 | 4              | 0              | 0              | 4     | 0     | 0     |
| 2023-2024             | Pérou                 | Copa América 2024       | 1              | 0              | 0              | 4                 | 0                 | 0                 | 2              | 0              | 0              | 7     | 0     | 0     |
| 2024-2025             | Pérou                 | -                       | -              | -              | -              | 4                 | 0                 | 0                 | -              | -              | -              | 4     | 0     | 0     |
| Total sur la carrière | Total sur la carrière | Total sur la carrière   | 9              | 0              | 0              | 19                | 0                 | 0                 | 18             | 1              | 0              | 46    | 1     | 0     |

## Palmarès

### En club
| Sporting Cristal - Championnat du Pérou (2) : - Champion : 2014 et 2016. - Vice-champion : 2015. - Joueur révélation : 2014. |  | Cruz Azul - Supercoupe de la Liga MX (1) : - Vainqueur : 2022. |

### En équipe nationale
Pérou
- Copa América
  - Finaliste : 2019.